# Ditto (znak)
Ditto (inaczej znak powtórzenia) – znak pisarski oznaczający, że wyrazy lub znaki powyżej mają zostać powtórzone. W druku zapisywany jest w postaci ″, natomiast w piśmie odręcznym często dodaje się do niego poziome kreski: —″—.
Nazwa ditto pochodzi z języka włoskiego, z dialektu toskańskiego, gdzie słowo dire to mówić, a ditto to forma przeszła tego słowa, oznaczająca tyle, co powiedziane.
W systemie Unicode symbol ten jest oznaczany jako: U+2033 (&#8243;  lub  &Prime; w HTML). W praktyce ditto często zastępowany jest zwykłym cudzysłowem zamykającym " lub dwoma przecinkami ,,.

## Przykład użycia
"W trakcie analizy finansowej kwartalnych raportów przedsiębiorstwa zauważono wzrost rentowności oraz efektywności operacyjnej. Wyniki te potwierdzają skuteczność wprowadzonych strategii. Ditto w przypadku zarówno rentowności, jak i efektywności operacyjnej, co świadczy o spójności i skuteczności działań podejmowanych przez firmę"